# For Art and Love
For Art and Love è un cortometraggio del 1913 diretto da Allen Curtis e interpretato da Louise Fazenda. Prodotto e distribuito dall'Universal Film Manufacturing Company, il film uscì in sala il 20 dicembre 1913.